# Makói ortodox zsinagóga
A makói Ortodox zsinagóga a város egyik páratlan értékű és szépségű épülete, Makó egyetlen jelenleg is álló zsinagógája, egyúttal Magyarország második legnagyobb ortodox zsinagógája.

## Története
Az egyhajós zsinagóga 1895-ben épült fel romantikus stílusban az 1872-ben önállósult ortodox közösség által. Harmonikusan illeszkedik a mellette lévő lakóházhoz, amelyet a Giba-féle térkép 1824-ben zsidóházként tüntet föl. Eleinte imaházként, tüzelőtárolóként, gondnoki lakásként használtak. Az ortodox zsinagóga felépülése után téli imateremmé alakult át, mivel fűthető volt.
Homlokzata lépcsőzetes, hármas tagolású, az épület maga Északnyugat-Délkelet tájolású. Vízszintes tagolóelemként ívsor, párkány és négyzetes fogazatos falsík funkcionál. Külső mérete 9,30×20 méter. A homlokzathoz két toldalék kapcsolódik, a kórus feljáró és az udvari bejáró. Előtte féltetős belépő található. Belső udvarában emlékpark található a mártírok emléktábláival.
Belsejében téglából készült emelvényen áll a kovácsoltvas ráccsal körülvett bima, vagyis a Tóra-olvasó asztal. A Tóra emelvényt a zsinagóga keleti falához építették. A fal díszes festésén Júda oroszlánjai láthatók, mancsukban Mózes kőtábláit tartva. A mennyezetre arany csillagokat festettek, amik az égboltot jelképezik. Az épület belseje később kettős karzattal bővült.
Az épület az 1990-es évekre igen rossz, közel életveszélyes állapotba került. 1999-ben döntés született helyreállításáról. Egy évvel később az akkori magyar kormány, Makó város önkormányzata és a MAZSIHISZ támogatásából, valamint a hívek adakozásából elkezdődött a renoválás 80 millió forint értékben. A zsinagóga felújított épületét 2002. március 10-én adták át.